# Тримата глупаци
„Тримата глупаци“ е българска сатирична анимационна поредица от 11 късометражни филма, създадени в периода между 1970 и 1990 година от Доньо Донев. Донев е автор на персонажите и режисьор на филмите. Автори на сценариите са Доньо Донев, Анастас Павлов, Георги Чавдаров, Димо Боляров.
В произведението са използвани типични за Донев изразни средства: опростени фон и линии, деформирана реч, междуметия, музикален съпровод на тъпан и гайда. Оживеният анимационен стил е дело на аниматора Антони Траянов.
Поредицата постига голям успех. Всеки един от епизодите е удостоен с поне една международна награда.
През 1992 г. е основан хумористично-сатиричният вестник „Тримата глупаци“, носещ името на персонажите от филма, чийто главен редактор също е Доньо Донев. От 1997 г. изданието е преименувано на „Четиримата глупаци“.

## Екип
- Художствени ръководители: Тодор Динов, Доньо Донев
- Сценарий: Анастас Павлов, Доньо Донев, Димо Боляров, Георги Думанов
- Музика: Емил Павлов, Райчо Любенов
- Звук: Емил Павлов, Мария Павлова
- Аниматор под камера: Петър Горнев
- Камера: Павел Аршинков, Вера Донева
- Асистент камера: Феодор Арнаудов, Вера Донева
- Монтаж: Цветана Тричкова, Таня Хаджитонева, Жени Киркова, Стойка Георгиева
- Декоратори: Георги Мутафчиев, Глория Христова
- Аниматори: Доньо Донев, Иван Тонев, Емил Абаджиев, Христина Новакова, Антон Траянов, Деспина Желязова, Георги Думанов, Велислав Казаков, Атанас Василев, Ангел Симеонов, Лъчезар Иванов, Емил Барухов, Явор Калъчев, Владислав Будинов, Малинка Дочева, Настимир Цачев
- Редактори: Георги Георгиев, Димо Боляров
- Директор на продукция: Людмил Георгиев
- Асистент режисьор: Иван Калъчев
- Директор: Янаки Кицов
- Художник постановчик: Доньо Донев
- Режисьори: Доньо Донев, Антон Траянов

## Епизоди
С изключение на последния, по-кратък епизод, продължителността на епизодите на „Тримата глупаци“ е между 5 и 10 минути.
| Година | Епизод                          | Времетраене | Режисьор и Художник                           | Сценарист                  |
| ------ | ------------------------------- | ----------- | --------------------------------------------- | -------------------------- |
| 1970   | „Тримата глупаци“               | 8.46 мин.   | Доньо Донев                                   | Анастас Павлов             |
| 1972   | „Тримата глупаци – ловци“       | 6.12 мин.   | Доньо Донев                                   | Анастас Павлов             |
| 1973   | „Тримата глупаци и автомобилът“ | 7.12 мин.   | режисьор: Антон Траянов художник: Доньо Донев | Анастас Павлов             |
| 1974   | „Тримата глупаци и кравата“     | 6.30 мин.   | Доньо Донев                                   | Анастас Павлов             |
| 1977   | „Тримата глупаци и дървото“     | 8.20 мин.   | Доньо Донев                                   | Доньо Донев                |
| 1978   | „Тримата глупаци и глупачката“  | 9.08 мин.   | Доньо Донев                                   | Георги Чавдаров            |
| 1979   | „Тримата глупаци – атлети“      | 5.30 мин.   | Доньо Донев                                   | Доньо Донев Димо Боляров   |
| 1980   | „Тримата глупаци – педагози“    | 9.22 мин.   | Доньо Донев                                   | Доньо Донев Димо Боляров   |
| 1982   | „Тримата глупаци – рибари“      | 8.36 мин.   | Доньо Донев                                   | Доньо Донев Георги Думанов |
| 1989   | „Тримата глупаци в ресторанта“  | 6.04 мин.   | Доньо Донев                                   | Доньо Донев                |
| 1990   | „Тримата глупаци нон стоп“      | 2.45 мин.   | Доньо Донев                                   | Доньо Донев                |
| 1990   | „Домашен концерт“               | 5.47 мин.   | Доньо Донев                                   | Доньо Донев                |